# Денисьева, Елена Александровна
Еле́на Алекса́ндровна Дени́сьева (14 мая 1826 — 4 августа 1864, Санкт-Петербург) — русская писательница, возлюбленная Фёдора Ивановича Тютчева. Её отношения с поэтом продолжались в течение четырнадцати лет; вне брака родились трое детей, двое из которых скончались менее чем через год после смерти матери.
Произведения Тютчева, посвящённые Денисьевой («Предопределение», «О, как убийственно мы любим…», «Последняя любовь» и другие), имеют автобиографическую основу. В литературоведении адресованный ей «стихотворный роман» назван денисьевским циклом.

## Биография
Происходила из старинного дворянского рода Денисьевых, записанного в 6-ю часть дворянской родословной книги Рязанской губернии. Родилась в семье небогатого дворянина, участника Отечественной войны 1812 года Александра Дмитриевича Денисьева. Рано овдовев, он женился вторично; после появления мачехи девочку взяла под свою опеку тётка Анна Дмитриевна, работавшая инспектором в Смольном институте. В Смольном воспитывались шесть её племянниц: Мария, Ольга, Анна, Пелагея, Александра и Елена, которая, став воспитанницей этого учебного заведения, находилась в нём (в отличие от других племянниц) «на особом положении», — она жила на квартире у тётки. Как указывал А. И. Георгиевский, Елена Денисьева получила достаточно свободное воспитание: с отроческих лет она начала выезжать на балы и посещать светские мероприятия.

Природа одарила её большим умом и остроумием, большою впечатлительностью и живостью, глубиною чувства и энергией характера, и когда она попала в блестящее общество, она и сама преобразилась в блестящую молодую особу, которая <…> всегда собирала около себя множество блестящих поклонников.
Во второй половине 1840-х годов в Смольном институте учились дочери Тютчева от первого брака — Дарья и Екатерина. Поэт часто навещал их; в свою очередь, Елена Александровна и Анна Дмитриевна были вхожи в его дом. Взаимный интерес созревал постепенно, день объяснения — 15 июля 1850 года — стал для Тютчева и Денисьевой важнейшей вехой. Спустя полтора десятилетия, в середине лета 1865 года, поэт отметил эту дату строчками: «Сегодня, друг, пятнадцать лет минуло / С того блаженно-рокового дня, / Как душу всю свою она вдохнула, / Как всю себя перелила в меня».
Роман Денисьевой с женатым мужчиной, который по возрасту годился ей в отцы, был негативно воспринят не только светским Петербургом (перед нею демонстративно закрылись двери многих домов), но и родителем Елены Александровны, отрёкшимся от дочери. Возникли сложности и у Анны Дмитриевны: она была вынуждена уволиться из Смольного института и выехать из служебной квартиры.
За четырнадцать лет пребывания в «незаконном союзе» Денисьева родила поэту троих детей — дочь Елену и сыновей Фёдора и Николая. В метриках все они были записаны Тютчевыми, хотя как незаконнорождённые не могли унаследовать дворянства родителей и были причислены к мещанскому сословию. Георгиевский, приходившийся Елене Александровне свояком, писал, что она всегда держалась очень прямо, считая себя «более всего ему женой, чем его бывшие жёны». Безоглядность и безмерность её чувств была такова, что в 1862 году Денисьева признавалась: «Я вся живу его жизнью, я вся его, а он мой». О том, что довелось ей пережить, поэт рассказывал в стихотворении, написанном в 1851 году.

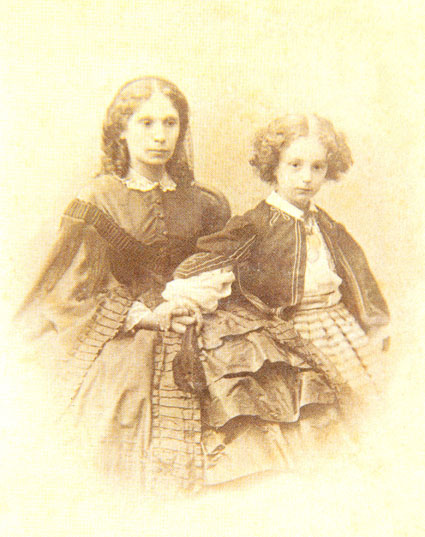
Денисьева с дочерью 1862—1863

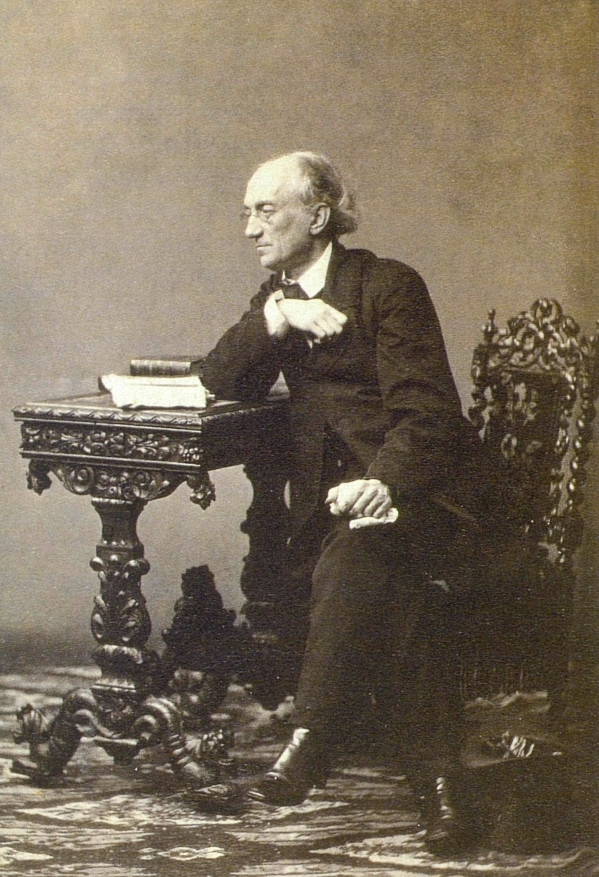
Тютчев 1860—1861

О, как убийственно мы любим,

Как в буйной слепоте страстей

Мы то всего вернее губим,

Что сердцу нашему милей!

Судьбы ужасным приговором

Твоя любовь для ней была,

И незаслуженным позором

На жизнь её она легла!

## Череда трагедий

### Смерть Денисьевой
О, как она была права в своих самых крайних требованиях, как она верно предчувствовала, что должно было неизбежно случиться. <...> Сколько раз она говорила мне, что придёт для меня время страшного, беспощадного, неумолимо-отчаянного раскаяния, но что будет поздно. Я слушал и не понимал.
В мае 1864 года Денисьева родила сына Николая. После родов её самочувствие стало стремительно ухудшаться; врачи диагностировали туберкулёз. Она умерла 4 августа; через три дня Тютчев похоронил возлюбленную на Волковском кладбище (Литераторские мостки). Пребывая в состоянии полного отчаяния, поэт, по воспоминаниям современников, постоянно искал собеседников, с которыми мог бы говорить о Елене Александровне. Как рассказывал Афанасий Фет, Тютчева «лихорадило и знобило в тёплой комнате от рыданий».
Время не снимало остроты боли. В январе 1865 года старшая дочь поэта Анна (от брака с графиней Ботмер) писала сестре, что отец, пребывая в состоянии страшного горя, даже «не пытается преодолеть его или скрыть хотя бы перед посторонними». Тургенев, встретивший Тютчева весной 1865-го, рассказывал о безжизненном голосе поэта; его одежда была «промокшею от падавших на неё слёз».
По словам Георгиевского, Фёдор Иванович постоянно терзался из-за чувства вины перед Денисьевой и беспрестанно вспоминал о том «фальшивом положении, в которое её поставил». Поэту были мучительны мысли о том, что он не выполнил одну из просьб возлюбленной и не выпустил посвящённый ей сборник стихов.
Жена Тютчева, Эрнестина Фёдоровна, отреагировала на горе мужа словами: «Его скорбь для меня священна, какова бы ни была её причина».

### Судьбы детей

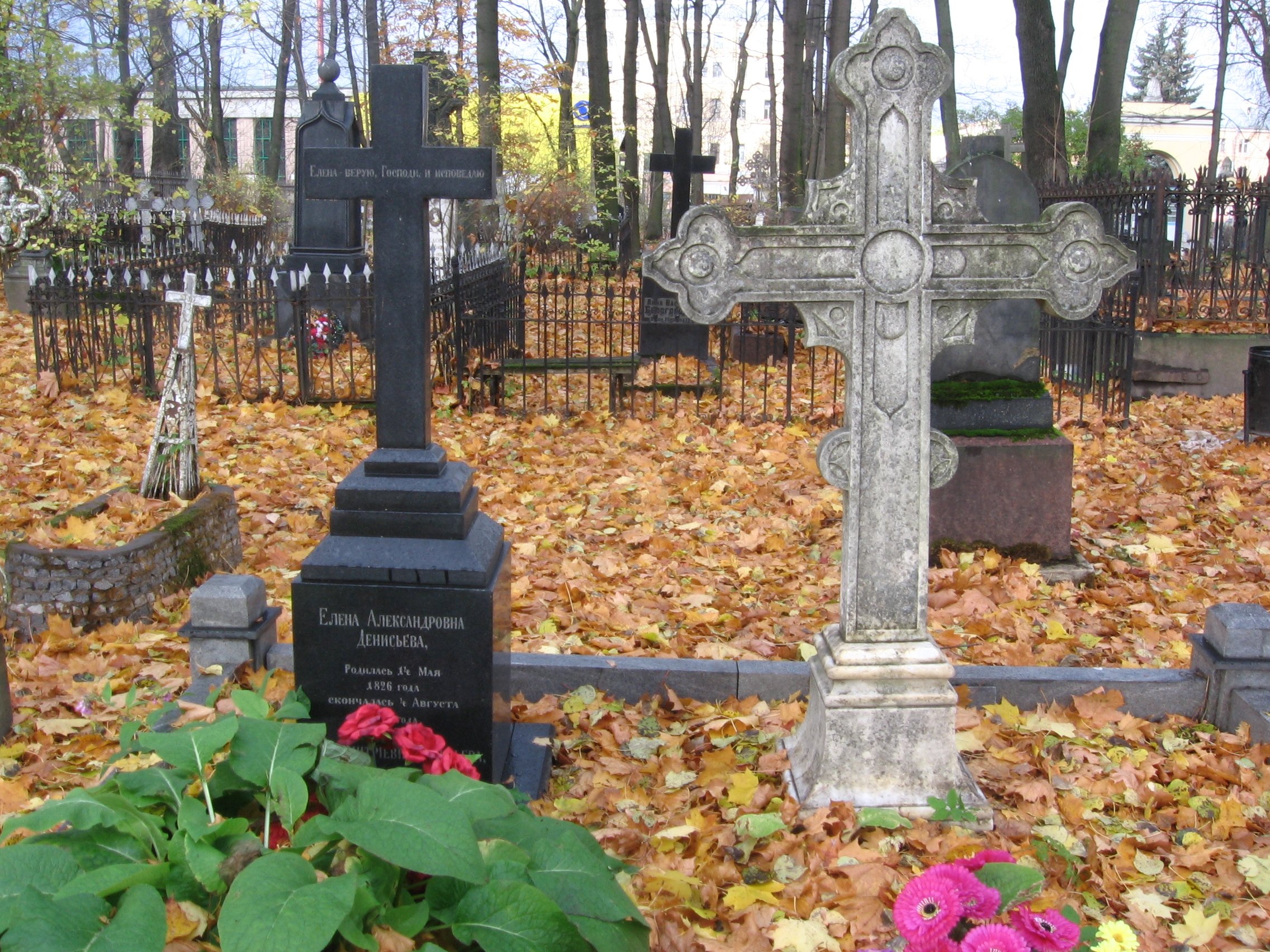
Надгробие Ф. Ф. Тютчева и Е. А. Денисьевой

После смерти Денисьевой её дочь Елена жила в частном пансионе; младших — четырёхлетнего Фёдора и новорождённого Николая — забрала к себе тётка Анна Дмитриевна. Весной 1865 года Елена и Николай заболели чахоткой; они умерли в начале мая. Уход детей, как признавался Тютчев в одном из писем, «довёл его до совершенной бесчувственности»:

Не было ни одного дня, который я не начинал без некоторого изумления, как человек продолжает ещё жить, хотя ему вырвали сердце и отрубили голову.
— Из письма Тютчева, 29 июня 1865 года
Попросив старшую дочь Анну забрать к себе Фёдора, поэт направил ей 15 200 рублей; доход с капитала должен был поступать «на содержание сына в учебном заведении». 
Фёдор Фёдорович Тютчев, получив образование, стал офицером и писателем; он участвовал в Первой мировой войне, был неоднократно награждён и во время её скончался в 1916 году по дороге с фронта.

## Денисьевский цикл
Созданный Тютчевым денисьевский цикл — это, по определению литературоведа Бориса Бухштаба, «роман в стихах», в котором, согласно законам жанра, есть пролог, кульминация и финал. В произведениях, вошедших в него, прослеживается развитие конфликта, в котором, с одной стороны, обозначена драма любящих, но разлучённых людей; с другой — показано их столкновение с «лицемерной моралью толпы».
Цикл открывается стихотворением «Не раз ты слышала признанье…» (1851); замыкает его «Две силы есть — две роковые силы…» (1869). Если первое представляет собой тонкое, интимное признание, адресованное любимой женщине, то в последнем, написанном через восемнадцать лет, присутствует жёсткий вызов обществу, бесчеловечному людскому суду, вынесшему приговор «гордо-молодой силе», которая отчаянно вступила в «неравный бой» с угрозами, бранью и клеветой.

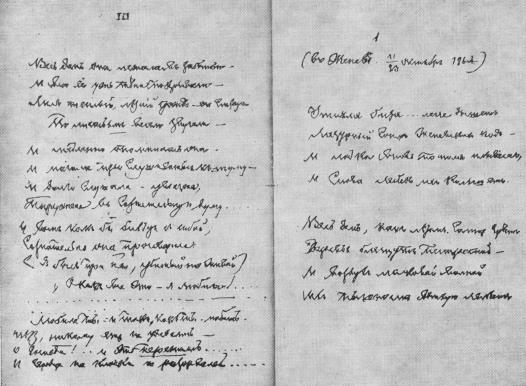
Тютчев. «Весь день она лежала в забытьи». Автограф. 1864

Образ лирической героини денисьевского цикла с годами менялся, однако неизменным оставалось то бездонное чувство, которое она несла в себе: «Ты любишь искренно и пламенно, а я — / Я на тебя гляжу с досадою ревнивой». Поэт сравнивал возлюбленную с непокорной волной, которая ничего не боится: «Будь же ты в стихии бурной / То угрюма, то светла, / Но в ночи твоей лазурной / Сбереги, что ты взяла». Когда же свет начал громко осуждать «незаконную любовь» Денисьевой, поэт откликнулся на скандал строчками: «Толпа вошла, толпа вломилась / В святилище души твоей…»
Одно из самых реалистичных стихотворений цикла — «Весь день она лежала в забытьи…», в котором «с пугающей правдой» рассказывается об уходе возлюбленной из жизни. Поэт воспроизводит обстановку, сосредотачивает внимание на деталях, вспоминает произнесённую героиней последнюю фразу.

Картина оборвана мучительной судорогой смерти. И как вопль души, заключающие строки поэта:
О, Господи!.. и это пережить…

И сердце на клочки не разорвалось…

Литературоведы сравнивали денисьевский цикл с «Анной Карениной», видя в стихах Тютчева «живой протест против лицемерия и жестокости моральных законов общества». В то же время трагический накал любви, противостоящей «страшному миру», близок к историям о Паоло и Франческе, Лейле и Маджнуне, Ромео и Джульетте.